# Jan Cossiers
Jan Cossiers, né le 15 juillet 1600 à Anvers, où il meurt le 4 juillet 1671, est un peintre baroque flamand.

## Biographie
Formé par son père Antoine Cossiers, puis dans l'atelier de Cornelis de Vos, il séjourne à Aix-en-Provence, puis à Rome vers 1624. Il est admis à la gilde de Saint-Luc à Anvers en 1628, dont il assume le doyenné en 1640-1641. Il collabore en 1635 avec Pierre Paul Rubens pour les travaux de décoration réalisés à l'occasion de la Joyeuse Entrée du cardinal-infant Ferdinand.

## Œuvre

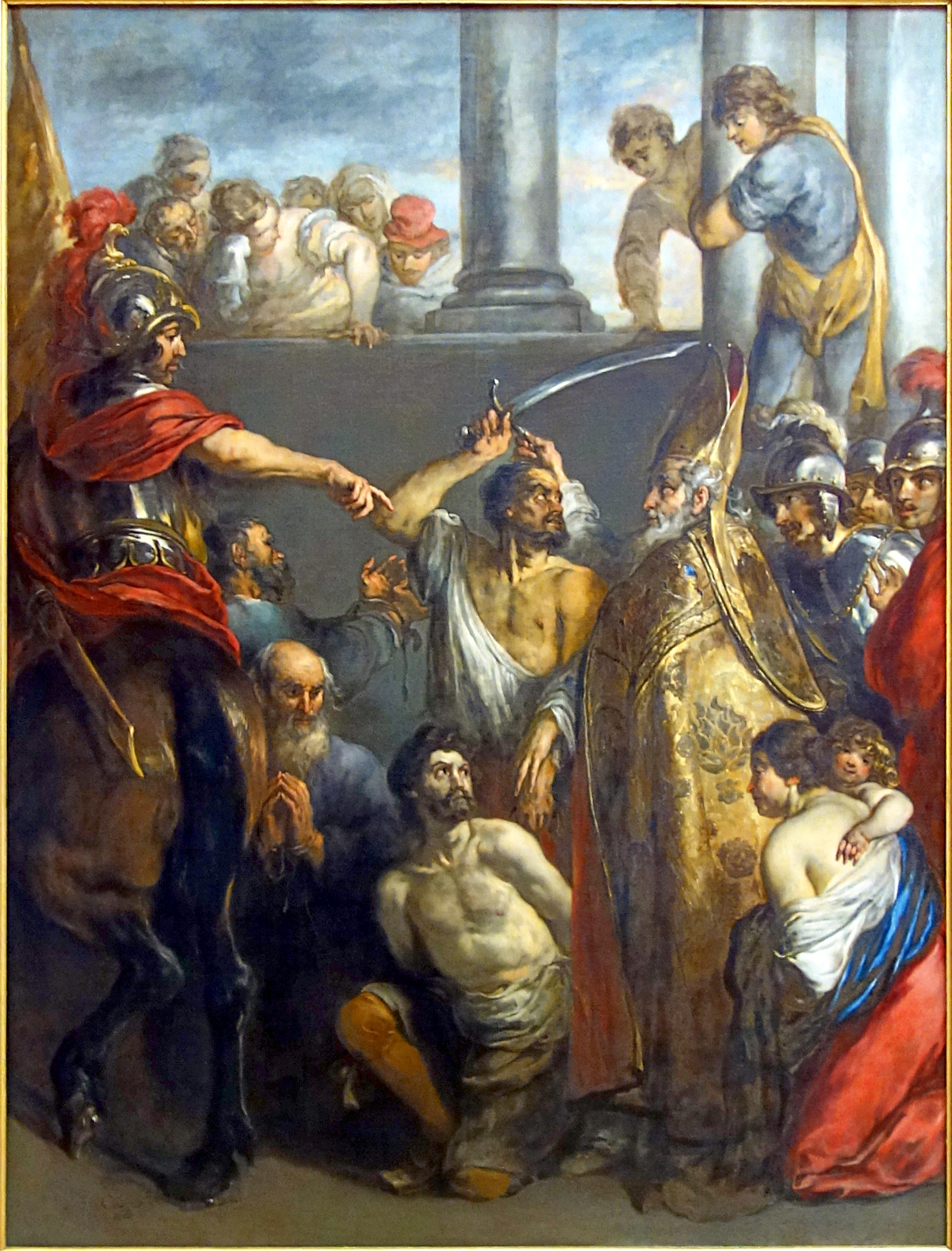
Saint Nicolas sauvant les captifs, palais des beaux-arts de Lille

La plus grande partie de l'œuvre de Jan Cossiers est constituée de tableaux religieux pour des églises et des couvents du Brabant.
- 1620 environ : Ecce Homo, au musée du Louvre, à Paris.
- 1630-1640 environ : Les Cinq Sens, au musée national des beaux-arts de Cuba, à La Havane
- 1640 : L'Adoration des bergers, huile sur toile, 165 × 191 cm, Staatliche Kunstsammlungen, à Cassel.
- 1640 environ : Les Diseurs de bonne aventure, au musée de l'Ermitage, à Saint-Pétersbourg.
- 1647 : Le Martyre de sainte Catherine, au Hunterian Museum, à l'université de Glasgow.
- 1650 environ : Le Concert, au musée de l'Ermitage, à Saint-Pétersbourg.
- 1660 : Saint Nicolas sauvant les captifs, au palais des beaux-arts de Lille.
- Prométhée emportant le feu, au musée du Prado, à Madrid.
- Un satyre reçu par un paysan, à la Galerie nationale d'Arménie, à Erevan.
- Joyeuse compagnie en train de boire et de jouer de la musique, collection privée.
- Jeune homme, au Detroit Institute of Arts, à Détroit.
- Tête de jeune homme, dessin, au J. Paul Getty Museum, à Los Angeles.